# Dikasterium pro laiky, rodinu a život
Dikasterium pro laiky, rodinu a život (latinsky Dicasterium pro Laicis, Familia et Vita, italsky Dicastero per i Laici, la Famiglia e la Vita) založil papež František dne 15. srpna 2016  s tím, že nový úřad vstoupí v život k 1. září 2016.

## Zrušení dvou papežských rad
Současně byly k 1. září 2016 zrušeny dvě papežské rady, pro laiky a pro rodinu, jejichž kompetence a funkce připadly novému dikasteriu.

## Stanovy a struktura dikasteria
Papež již 4. června 2016 schválil ad experimentum (na vyzkoušení) Stanovy nového dikasteria .
V čele dikasteria stojí prefekt, jehož zastupuje sekretář (může být i laikem). Dikasterium má tři sekce, vedené třemi podsekretáři:
- sekce pro laiky má podel Stanov "povzbuzovat a podněcovat povolání a poslání věřících laiků v církvi a ve světě jakožto jednotlivců, kteří žijí v manželství, i svobodných, i jakožto členů různých sdružení, hnutí a komunit." [4] Schvaluje stanovy mezinárodních sdružení věřících nebo laických hnutí.
- sekce pro rodinu "podporuje pastorační péči o rodinu, ochraňuje její důstojnost a dobro založené na svátosti manželství, prosazuje její práva a zodpovědnost v církvi i v občanské společnosti tak, aby instituce rodiny mohla stále lépe plnit své funkce jak v oblasti církve, tak i ve společnosti." [5] Má přímé napojení na Papežský teologický institut sv. Jana Pavla II. pro vědy o manželství a rodině.
- sekce pro život "podporuje a koordinuje iniciativy ve prospěch zodpovědného rodičovství, jakož i ochrany lidského života od jeho početí až do přirozeného konce"[6] Je s ní spojena Papežská akademie pro život.